# Nurfitriyana Saiman
Nurfitriyana Saiman   (Jakarta, 7 de març de 1962) és una extiradora amb arc indonèsia que va competir durant les dècades de 1980 i 1990.
Durant la seva carrera esportiva va prendre part en tres edicions dels Jocs Olímpics. El 1988 va prendre part en els Jocs Olímpics de Seül, on va disputar dues proves del programa de tir amb arc. Va guanyar la medalla de plata en la competició per equips, formant equip amb Lilies Handayani i Kusuma Wardhani, en el que seria la primera medalla olímpica per Indonèsia, mentre en la prova individual finalitzà en novena posició. També disputà els Jocs de Barcelona de 1992 i els d'Atlanta de 1996, on no va obtenir bons resultats. En el seu palmarès també destaca una medalla de bronze al Campionat del món de tir amb arc.